# Laminacauda baerti
Laminacauda baerti là một loài nhện trong họ Linyphiidae.
Loài này thuộc chi Laminacauda. Laminacauda baerti được František Miller miêu tả năm 2007.